# Grlište
Grlište (en serbe cyrillique : Грлиште) est un village de Serbie situé sur le territoire de la ville de Zaječar, district de Zaječar. Au recensement de 2011, il comptait 667 habitants.

## Démographie

### Évolution historique de la population
| 1948  | 1953  | 1961  | 1971  | 1981  | 1991  | 2002 | 2011 |
| ----- | ----- | ----- | ----- | ----- | ----- | ---- | ---- |
| 1 915 | 1 929 | 1 882 | 1 578 | 1 381 | 1 164 | 857  | 667  |

|  |